# سهره دانه‌خوار نوک‌بزرگ
سهره دانه‌خوار نوک‌بزرگ (نام علمی: Oryzoborus maximiliani) نام یک گونه از سرده سهره‌های برنجی است.